# محصون قرمزی‌گل
عبدالله بازِنجیر (ترکی استانبولی: Abdullah Bazencir؛ زادهٔ ۲۶ مارس ۱۹۶۹ دیاربکر ترکیه ) با نام مشهور شدهٔ ماهسون قرمزی‌گل (ترکی استانبولی: Mahsun Kırmızıgül) خواننده، آهنگساز، ترانه‌سرا، بازیگر، فیلم‌نامه‌نویس، کارگردان و تهیه‌کننده  کورد تبار اهل ترکیه است. محصون همچنین به دلیل مشارکتش تا سال ۲۰۰۲ با یکی از شرکت‌های پیشرو تولید موسیقی در ترکیه به نام پرستیز موزیک، به عنوان یک تاجر نیز شناخته می‌شود.
او در سال‌های کنونی بیشتر فعالیت‌های هنری‌اش را در پوشش سینما و تلویزیون به‌نمایش گذاشته است. از آلبوم‌های مشهورش «مغلوب نشدم» (به ترکی استانبولی: Yıkılmadım)، «گوش بده» (به ترکی استانبولی: Dinle) و «زرد زرد» (به ترکی استانبولی: Sarı Sarı) را می‌توان نام برد.

## زندگی شخصی
ماهسون در 26 مارس 1969 در دیاربکر ترکیه به دنیا آمد.[2] نام زادگاهش عبدالله بازنجیر و خانواده‌اش کرد زازا هستند.[3] او یکی از 22 فرزند پدرش چرکس بازنجیر و مادرش فایکا بازنجیر است.[4] او در مدارس ابتدایی و راهنمایی در دیاربکر تحصیل کرد. او از کودکی برای کمک به خانواده اش کار می کرد. برای کسب درآمد برای عروسی می خواند. در سال 1984 برای ساخت آلبومی برای Guneş Plak به استانبول دعوت شد. او شروع به تحصیل در بخش صدای دانشگاه استانبول - کنسرواتوار موسیقی ترکیه کرد.
Kırmızıgül تحصیلات موسیقی خود را در سال 1980 آغاز کرد و هشت آلبوم آماتور ساخت. اولین آلبوم حرفه ای او Alem Buysa Kral Sensin در سال 1993 منتشر شد و در صدر لیست های موسیقی قرار گرفت. در سال 1994 به عنوان تهیه کننده به شرکت موسیقی پرستیژ پیوست. این هنرمند با فیلم بیاز ملک خود که نویسندگی، کارگردانی و بازی در آن بود، تحسین برانگیز شد. در سال 2009، Güneşi Gördüm را منتشر کرد که نویسندگی، کارگردانی و بازی در آن بود. در سال 2010، نیویورکتا بش مناره را منتشر کرد که نویسندگی، کارگردانی، بازی و آهنگسازی آن را بر عهده داشت.[5][6]
محصون، در سال ۱۹۸۹ در سن ۲۰ سالگی با یکی از رقصنده‌های سابق به نام گلگم خانم ازدواج کرد. این زوج در سال ۱۹۹۲ جدا شدند و از این ازدواج صاحب یک پسر به نام محمود شد. بعد از آن در سال ۱۹۹۵ هم با صدا سایان یک نامزدی ناموفق داشت. در سال ۲۰۱۱ وی با مینه چانگال یک نامزدی ناموفق داشت. قرمزی‌گل در ۲۰۱۶ با یک وکیل ترکیه‌ای ساکن آمریکا به نام اژه بینای ازدواج کرد. حاصل آن یک فرزند دختر است که در ۱۲ آوریل ۲۰۲۲ به درخواست همسر محصون طلاق گرفتند و علت طلاق آنها ،فیلم و عکس محصون با صمیمیت بیشتر با یک خانم لو رفته و همسر وی ادعای خیانت محصون داشته،بوده است. و حضانت کودک به مادر واگذار گردید.

## آلبوم‌ها
1. زخم دل (۱۹۸۴)
2. به اندازه کافی (۱۹۸۵)
3. طرد شدم (۱۹۸۶)
4. طلائی من (۱۹۸۷)
5. تقسیم نمی‌کنم (۱۹۸۸)
6. شب‌های استانبول (۱۹۸۹)
7. این زمانه (۱۹۹۰)
8. نیلوفر (۱۹۹۱)
9. میان غصه‌ها (۱۹۹۲)
10. تو پادشاه عالم هستی (۱۹۹۳)
11. از ۱۲ آماده خواهم شد/عزیزم (۱۹۹۴)
12. از دیروز تا امروز (۱۹۹۵)
13. خوشبخت باشی (۱۹۹۵)
14. حقوق بشر (۱۹۹۵)
15. همشهریم عاشقتم (۱۹۹۶)
16. احساس دلتنگی (۱۹۹۷)
17. مغلوب نشدم (۱۹۹۸)
18. خسته شدم (۲۰۰۰)
19. سرزمینم می‌گرید (۲۰۰۱)
20. ترانه‌های صدساله (۲۰۰۲)
21. یک دسته گل سرخ (۲۰۰۳)
22. زرد، زرد (۲۰۰۴)
23. گوش کن (۲۰۰۶)
24. خوش آمدی (۲۰۲۲)
25. تو را فراموش نمی‌کنم (تک‌آهنگ) (۲٠۲۴)

## فیلم‌شناسی

### سینما
| سال  | عنوان                | نقش     | توضیحات            |
| ---- | -------------------- | ------- | ------------------ |
| ۱۹۸۷ | زندگی حرام شد        | محصون   |                    |
| ۲۰۰۷ | فرشته سپید           | علی     | کارگردان و نویسنده |
| ۲۰۰۹ | خورشید را دیدم       | رامو    | کارگردان و نویسنده |
| ۲۰۰۹ | بال‌های شب            |         | نویسنده            |
| ۲۰۱۰ | پنج مناره در نیویورک | فیرات   | کارگردان و نویسنده |
| ۲۰۱۴ | فقط تو               |         | تهیه‌کننده          |
| ۲۰۱۵ | معجزه                | بوزات   | کارگردان و نویسنده |
| ۲۰۱۷ | انگشت وزیر           | حمدالله | کارگردان و نویسنده |
| ۲۰۱۹ | معجزه ۲: عشق         | بوزات   | کارگردان و نویسنده |
| ۲۰۲۳ | پرستیژ مهم است       | محصون   | کارگردان و نویسنده |

### تلویزیون
| سال  | عنوان               | نقش             | توضیحات                   |
| ---- | ------------------- | --------------- | ------------------------- |
| ۱۹۹۴ | اگر این دنیاست      | محصون           |                           |
| ۱۹۹۶ | این عشق تمام نمی‌شود | محصون           |                           |
| ۱۹۹۷ | هموطن               | داود            |                           |
| ۱۹۹۸ | زمین‌نخوردم          | ییلماز          |                           |
| ۲۰۰۳ | ظالم                | آیاز            |                           |
| ۲۰۰۵ | تبعید به عشق        | هازار عزیزاوغلو |                           |
| ۲۰۱۱ | زندگی ادامه دارد    |                 | دستیار کارگردان و نویسنده |
| ۲۰۱۲ | برایم ناراحت نباش   |                 | دستیار کارگردان و نویسنده |
| ۲۰۱۲ | پدران و پسران       |                 | نویسنده                   |